# Урочище Леонтьєво-Байрацьке
Уро́чище Лео́нтьєво-Байра́цьке — лісовий заказник місцевого значення. Розташовується у Сніжному Донецької області. Статус заказника присвоєно рішенням облвиконкому № 276 27 червня 1984. Площа — 1290 га. Із заказником працюють Торезький держлісгосп, Сніжнянське лісництво.
При створенні заказника ставилося на меті збереження у природному вигляді лісового масиву з дубово-ясеневих насаджень віком 45-80 років (окремі екземпляри віком 100 років) — одного з небагатьох великих масивів природних дібров в центральній частині Донецького кряжа.
Також заказник — місце зростання граба звичайного. Трапляються насадження сосни.
У заказнику виростають рослини, які занесені до Червоної книги України: ковила волосиста, ковила українська, сон чорніючий, тюльпан дібровний, тюльпан змієлистний, шафран сітчастий. Крім того в заказнику виростають й інші рідкісні рослини: часпоринія донецька, фізоспарм Дона, дзвіночок великоколосковий.
Леонтіївський ліс, що входить до складу заказника, за легендою був посаджений у пам'ять загиблого козака Леонтія, брата Клима Савура, на честь якого за легендою названа розташована неподалік Савур-Могила.